# 핀 카터
핀 카터(Finn Carter, 1960년 3월 9일 ~ )는 미국의 배우이다.

## 출연 작품

### 영화
- 아버지와 두 아들 (1989, Dream Breakers)
- 상아탑 정복 작전 (1989, How I Got into College)
- 어둠 속의 호놀룰루 (1990, Revealing Evidence: Stalking the Honolulu Strangler)
- 불가사리 (1990) - 론다 러벡 역
- 킬링 머신 (1991, Sweet Justice)

### 텔레비전
- 애즈 더 월드 턴즈 (1985-88)